# Lunca Ilvei
Lunca Ilvei (en hongrois : Ilvatelek) est une commune du județ de Bistrița-Năsăud en Transylvanie (Roumanie).